# Дубравка (Стрийський район)
Дубра́вка — село в Україні, у Стрийському районі Львівської області. Населення становить 439 осіб. Орган місцевого самоврядування — Журавненська селищна рада.
У податковому реєстрі 1515 року в селі документується 4 лани (близько 100 га) оброблюваної землі.

## Політика

### Парламентські вибори, 2019
На позачергових парламентських виборах 2019 року у селі функціонувала окрема виборча дільниця № 460414, розташована у приміщенні народного дому.
Результати
- зареєстровано 204 виборці, явка 56,37%, найбільше голосів віддано за Всеукраїнське об'єднання «Батьківщина» — 31,30%, за «Слугу народу» — 24,35%, за партію «Голос» — 7,83%.[3] В одномандатному окрузі найбільше голосів отримав Андрій Кіт (самовисування) — 38,60%, за Володимира Кулака (самовисування) — 21,93%, за Володимира Наконечного (Слуга народу) — 13,16%[4].

## Церква
В Дубравці збереглася цікава дерев'яна церква св. Миколая 1839.